# Ytterstholmen, Norrbotten
För andra betydelser, se Ytterstholmen.
Ytterstholmen är en ö i Lule skärgård, Norrbottens län, omedelbart söder om Sigfridsön.